# Unserer lieben Frau vom Berge Karmel (Mussenhausen)

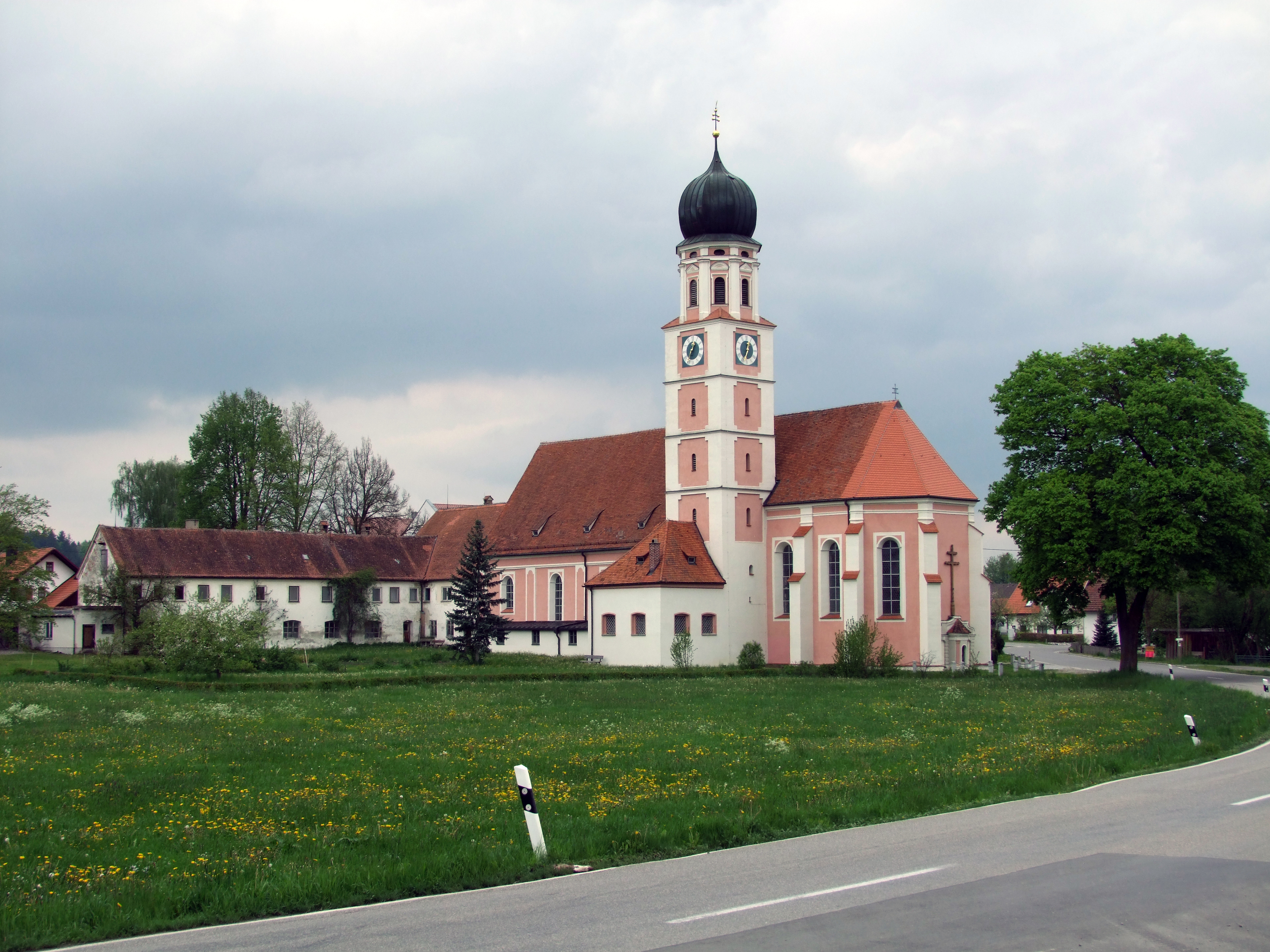
Die Wallfahrtskirche von Nordosten gesehen

Die Wallfahrtskirche Unserer lieben Frau vom Berge Karmel ist ein Gotteshaus im oberschwäbischen Mussenhausen. In der Pfarreiengemeinschaft Markt Rettenbach ist sie Filialkirche der Pfarrei St. Otmar in Eutenhausen und gehört zum Dekanat Memmingen im Bistum Augsburg.
Die Kirche ist von marianischer Symbolik geprägt, die sich nicht nur in den zahlreichen Fresken von Johann Baptist Enderle zeigt, sondern auch bei den stuckierten Putten, die zwölf Tugenden Mariens darstellen. Beachtenswert ist die Kombination von Gemälden aus dem Themenkreis der Passion Christi mit passenden Emblemata im Chorgestühl. Seltenheitswert haben die vierzehn krippenartigen, geschnitzten Kreuzwegstationen.

## Lage
Die Kirche wurde im Auerbachtal am südlichen Ortsrand des Ortes Mussenhausen erbaut. Der Ortsrand ist hier noch nicht zersiedelt. Nördlich schließt sich ein Altenheim an, im Osten verläuft die Staatsstraße 2013. Der Norden ist unbebaut und wird landwirtschaftlich als Grünlandfläche genutzt. Im Westen wird die Kirche durch das angebaute Klösterl begrenzt.

## Geschichte

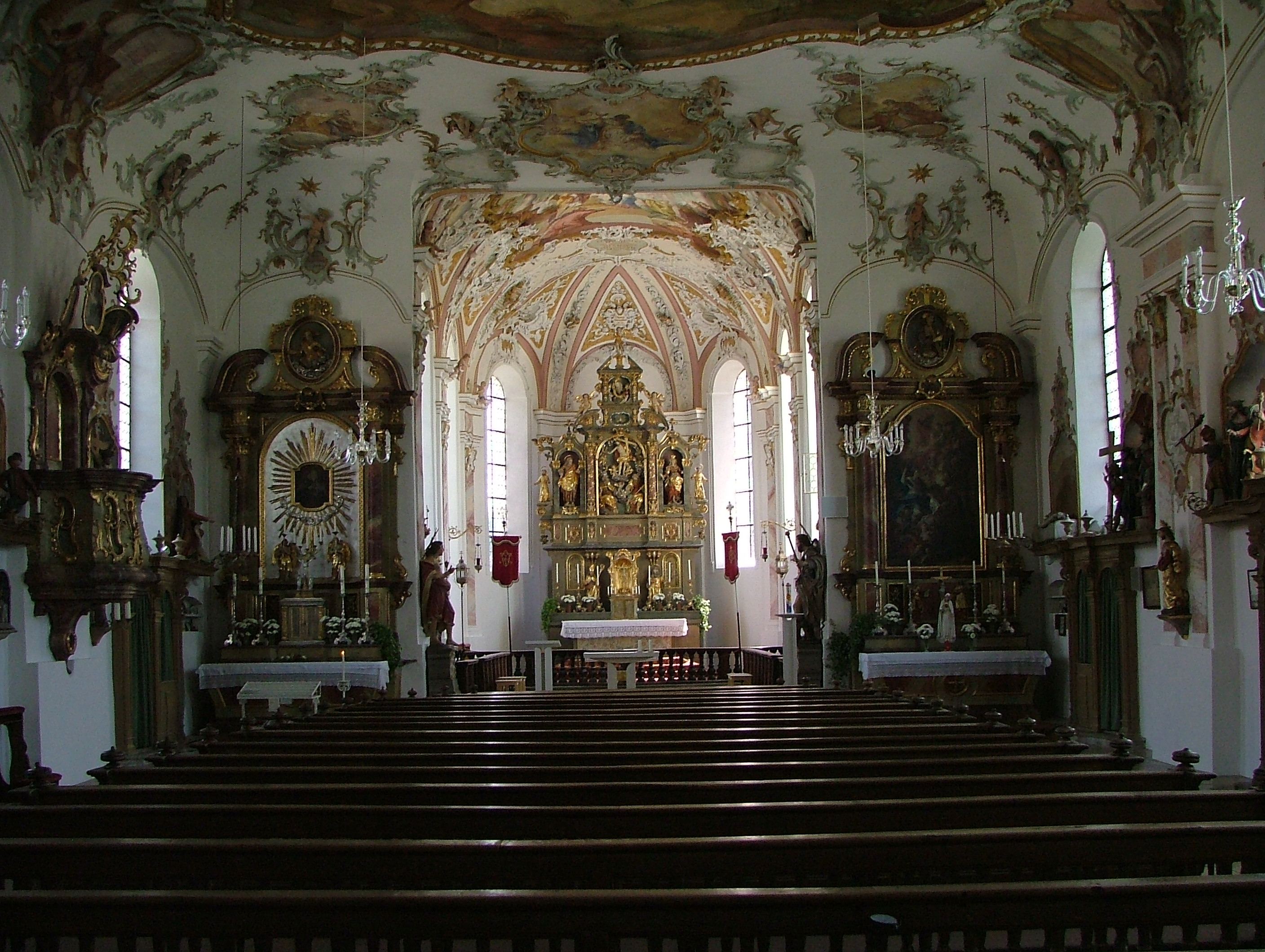
Blick zum Chor

Mussenhausen besaß keine eigene Kirche und gehörte zum Pfarrbezirk Eutenhausen. Nach Aufzeichnungen des Pfarrers Jeremias Schiffmann aus dem Jahre 1676 kamen drei Brüder aus Eutenhausen 1647 in den Besitz eines Büchleins von der Bruderschaft des Heiligen Skapuliers und wurden Mitglieder in der Augsburger Skapulierbruderschaft. Philipp Schropp, einer der Brüder, erkrankte schwer und hatte eine Vision, in der die Jungfrau Maria ihn aufforderte, eine Kirche zu bauen. Nach seiner Genesung baute er 1649 in seinem Obstgarten eine hölzerne Kapelle. Sein Bruder Albrecht Schropp malte ein Ölbild Unserer Lieben Frau auf dem Berge Karmel und Philipp stellte es in der Kapelle auf, in der nun die Einwohner von Mussenhausen Andachten abhielten. Als Gebetserhörungen bekannt wurden, kamen immer mehr Pilger zu der kleinen Kapelle, um vor dem Bildnis zu beten. Daher legte Philipp Schropp am 26. Mai 1653 den Grundstein zum Bau einer größeren steinernen Kapelle. Bereits am 28. März 1666 konnte eine eigene Skapulierbruderschaft an der Kapelle gegründet werden, die immer noch besteht.
Nachdem auch diese Kapelle den Pilgerstrom nicht mehr aufnehmen konnte, ließ Pfarrer Martin Baur ein Langhaus an die bestehende Kapelle anfügen. Der Grundstein zu diesem Neubau wurde am 2. Oktober 1669 gelegt und die Kirche 1671 vollendet. Zwischen 1675 und 1676 ersetzte der Mindelheimer Maurermeister Thomas Natter die Kapelle, die seit dem Langhausanbau als Chor diente, durch einen Hochchor und baute den Turm mit der Sakristei an seiner Südseite an. Am 25. Juli 1694 konsekrierte der Augsburger Weihbischof Johannes Eustache Egolf von Westernach die neue Kirche. Zwischen 1751 und 1763 wurden ein neuer Hochaltar und eine neue Kanzel angeschafft und die Raumschale im Rokoko-Stil umgestaltet. Gemäß dem Stil der damaligen Zeit wurde die Kirche zwischen 1862 und 1870 verändert. Zusammen mit dem Hochaltar wurde der barocke Kreuzaltar, an dem sich Darstellungen der Leidensgeschichte Jesu befanden, als deren Urheber ein Bauernsohn aus der Umgebung überliefert ist, unwiederbringlich entfernt. Im Jahr 1912 wurden die Änderungen des 19. Jahrhunderts weitgehend rückgängig gemacht. Seit 1700 lebten im 1698 angebauten Klösterl Wallfahrtspriester. Auf diese folgten 1858 Kapuziner aus Altötting, die 1888 an das Klösterl einen Südtrakt anbauten. Sie versahen ihren Dienst in der Kirche bis 1984. Restaurierungen führte man von 1950 bis 1957 und von 1976 bis 1980 durch; bei letzterer wurde die Schiefereindeckung der Turmzwiebel durch Kupfer ersetzt, Kanzelaufgang und Vorzeichen neu gebaut. Schäden am Dachstuhl und an der Decke von Chor und Langhaus machten eine Innenrestaurierung notwendig, die zwischen 2006 und 2009 stattfand und insgesamt etwa 420.000 Euro kostete. Neue Lüster wurden angeschafft und am 16. Juli 2013 weihte und segnete der Augsburger Weihbischof Florian Wörner einen neuen Volksaltar von Bildhauer Thomas Link aus Waal, einen neuen Ambo und Osterleuchter.

## Baubeschreibung

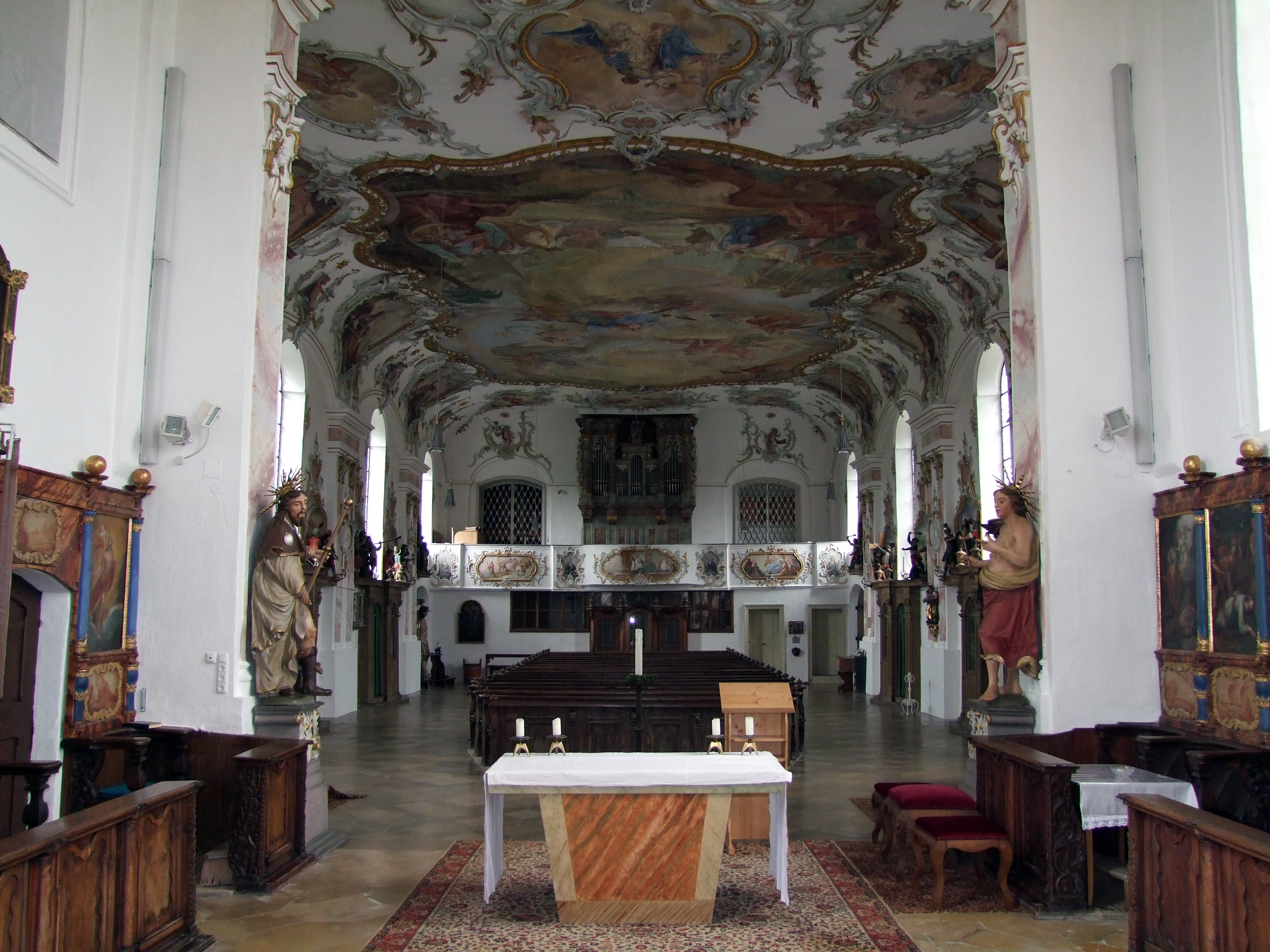
Blick vom Chor ins Langhaus

Das Bauwerk ist eine Hallenkirche mit eingezogenem Chor. Chor und Langhaus sind trotz eines Höhenunterschiedes von zweieinhalb Metern unter einem einzigen Dachstuhl zusammengefasst. Der Turm steht an der Südseite des Chores, und zwar an seinem westlichen Ende. Erbaut ist die Kirche aus Ziegelsteinen, welche verputzt sind. Die äußere Farbe der Kirche ist Rosa. Die Strebepfeiler am Chor und kleinere Fensterverzierungen sind in Naturweiß gehalten, ebenso die Sakristei, der Kanzelaufgang und das Vorzeichen.

### Chor
Der Chor mit Fünfachtelschluss ist 17 Meter lang, 7,5 Meter breit, 10,5 Meter hoch und erhält Licht durch sieben Rundbogenfenster, von denen sich aber keines in seinem Scheitel befindet. Er ist mit einem tonnenförmigen Steingewölbe versehen, in das kleine Stichkappen einschneiden. Rot marmorierte Pilaster sind mit Kranzgesimsen verziert, auf denen flügellose Putten sitzen. Eine Stichbogentür ermöglicht den Zugang zur Sakristei, der durch das Untergeschoss des Turmes führt. Über diesem Geschoss liegt ein tonnengewölbtes Oratorium mit einer rundbogigen Öffnung zum Chorraum. Acht Strebepfeiler in gotisierendem Stil mit doppeltem Wasserschlag stützen die Chormauern. Zwischen den beiden östlichen Strebepfeilern ist eine barocke Kapelle mit dem Kerkerheiland an die Chorwand angebaut. Über ihr ist an der Wand ein großes hölzernes Missionskreuz in Gestalt eines Caravaca-Kreuzes aus dem Jahr 1773 befestigt. Am östlichen Ende des Dachfirstes befindet sich ein eisernes Caravaca-Kreuz.

### Langhaus
Das Langhaus hat außen eine Lisenengliederung, besitzt vier Fensterachsen und ist 24 Meter lang, zwölf Meter breit und acht Meter hoch. Die Fenster sind rundbogig. Die Halle ist nach oben mit einer Flachdecke mit seitlichen Hohlkehlen abgeschlossen. Im Westen ist eine Empore für die Orgel eingebaut. Nord- und Südwand sind im Inneren mit Pilastern versehen. An der Außenseite der Nordwand befindet sich im Osten ein mit einer Kuppel bedeckter Kanzelaufgang und im Westen ein mit einem Satteldach gedecktes Vorzeichen, durch das man zur korbbogigen Eingangstür aus der Zeit um 1750 gelangt. Über dieser Tür sind in einer um 1700 gemalten dreiteiligen Kartusche links ein Skapulier, in der Mitte das Gnadenbild und rechts der Kalvarienberg mit den drei Gekreuzigten dargestellt.

### Turm
Der Turm besitzt eine Höhe von 41 Metern. Den unteren quadratischen Teil gliedern drei Gesimse in vier Abschnitte. Im obersten Abschnitt ist an allen vier Seiten ein Zifferblatt der Turmuhr angebracht. In den tieferen Abschnitten sind schmale rundbogige Fenster eingelassen. Auf dem Viereck ruht ein Oktogon, in dem die Glocken hängen. Es besitzt an jeder der acht Seiten zwischen Lisenen eine rundbogige Schallöffnung, bekrönt von einem kleinen Giebel, der abwechselnd dreieckig oder segmentbogenförmig gestaltet ist. Ein reich profiliertes Kranzgesims trennt die acht Schallöffnungen von den darüber liegenden acht querovalen Ochsenaugen. Bekrönt wird der Turm von einer elf Meter hohen Zwiebelhaube mit Kugel, Caravaca-Kreuz und Wetterfahne an ihrer Spitze. An die Südseite des Turms ist die Sakristei angebaut.

## Ausstattung

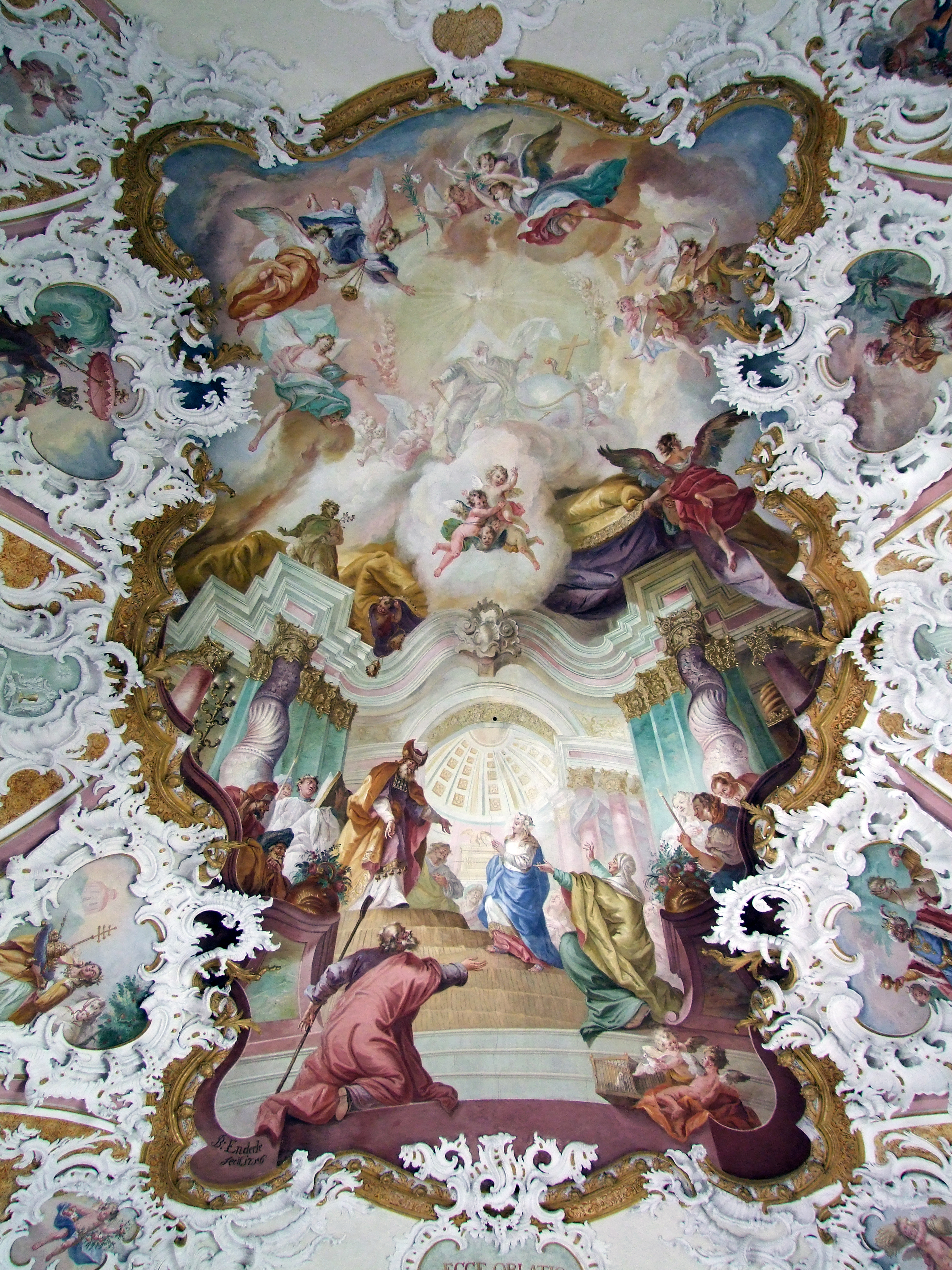
Darstellung Mariens im Tempel

Der größte Teil der Innenausstattung stammt aus dem Rokoko. Als Freskant war Johann Baptist Enderle tätig, den Stuck im Chor schuf 1756 wahrscheinlich ein Wessobrunner Meister. Sieben Jahre später stuckierte Andreas Henkel das Langhaus. Die Kirche enthält aber auch Ausstattungsstücke aus dem Barock, wie beispielsweise die Seitenaltäre und das Chorgestühl, und aus der Renaissance, in der das Hochaltarretabel entstanden ist.

### Chor

#### Fresken
Das große Deckenfresko im Chor, das von kleineren Fresken in Kartuschen umgeben ist, schuf Enderle 1756, wie es in einem Chronogramm zu lesen ist: ECCE OBLATIO / MVNDA / sub parocho Mayr (siehe, eine reine Opfergabe, unter Pfarrer Mayr). Dieses Fresko zeigt den Tempelgang Mariens. Dabei wird Maria als junges Mädchen in Begleitung ihrer Eltern Joachim und Anna vor einem Tempel dargestellt, der in barockem Stil gestaltet ist. Sie steigt eine Treppe hinauf, an deren Ende der Hohepriester auf sie wartet. Über der barocken Decke sind viele Engel und Putten zu sehen. Im darüber abgebildeten Himmel ist Gottvater mit einem Dreieck als Zeichen der Heiligen Dreifaltigkeit zentral auf einer Wolke dargestellt. Zu seiner Linken ist eine Weltkugel mit einem Kreuz als Symbol von Jesus zu sehen. Über der Szene schwebt eine Taube mit Strahlenkranz als Symbol für den Heiligen Geist. Die kleineren Fresken beinhalten Gruppen der vier Erdteile, der vier Tages- und vier Jahreszeiten. Die Tageszeiten weisen auf Gebet und Gottesdienst hin: die aufgehende Sonne mit der Gebetskette auf das Rosenkranzgebet, das flammende Herz vor dem Marienmonogramm auf die Herz-Mariä-Andacht zur Mittagszeit, die brennende Kerze mit untergehender Sonne auf das Abendgebet und die Allegorie der Nacht mit Kelch und Opferlamm unter Sternenlicht auf die Eucharistie. Alle Fresken sind eingebettet in eine Stuckdekoration aus teils vollplastischen Rocaillen. Lediglich im Chorschluss ist noch eine Akanthus-Dekoration von 1676/80 erhalten.

#### Hochaltar

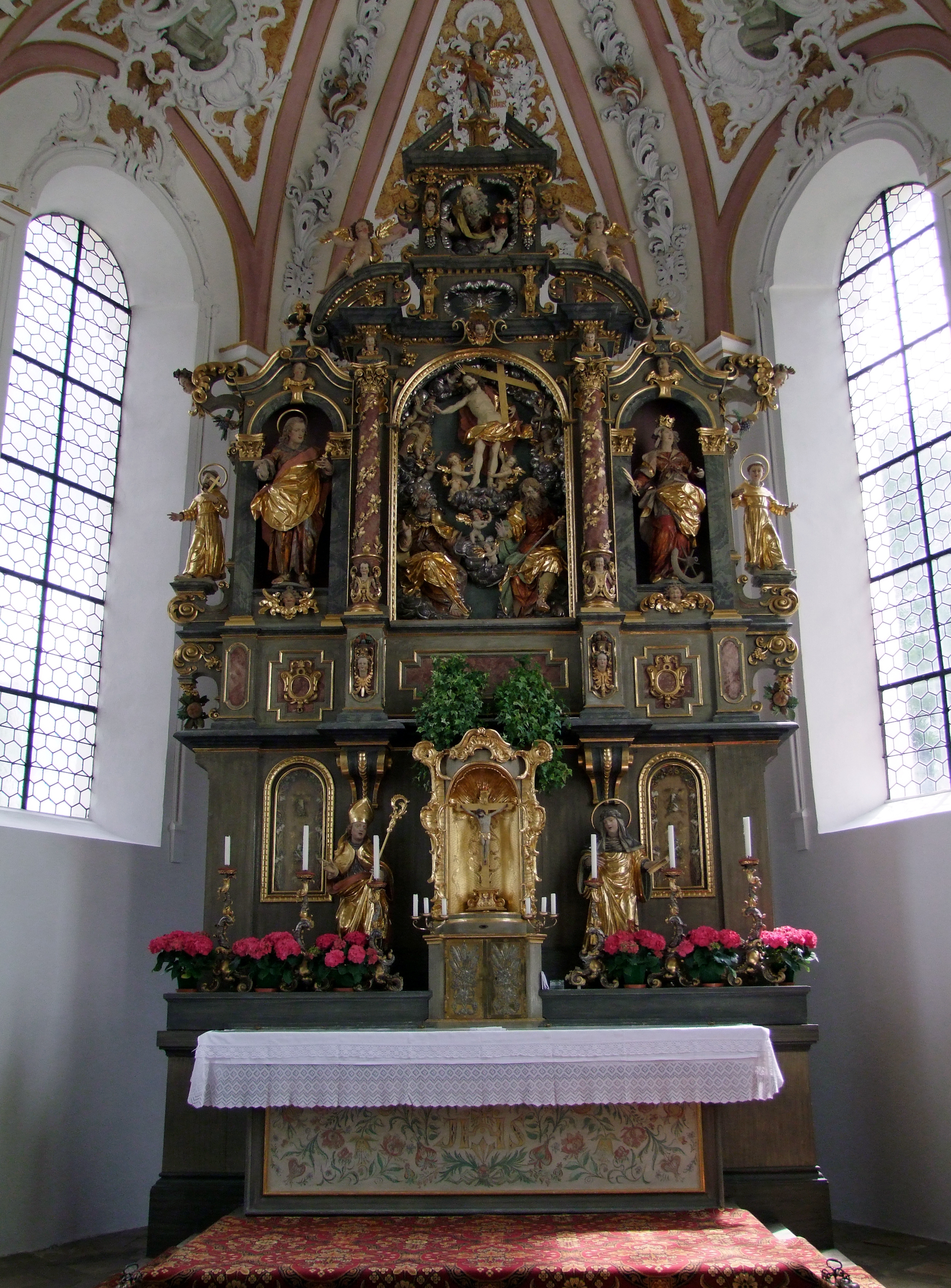
Hochaltar

Der obere Teil des heutigen Hochaltares befand sich ursprünglich in der evangelischen Kirche St. Peter und Paul in Erkheim, für die er im ersten Viertel des 17. Jahrhunderts im Stil der Renaissance geschaffen wurde. In Mussenhausen wurde er auf einen Unterbau in Neurenaissanceformen gestellt und ersetzte so den 1751 errichteten Rokokoaltar, der 1870 aus der Kirche entfernt worden war. Bei der Renovierung des Altars im Jahr 1955 wurde der Unterbau durch einen neuen ersetzt.
Die Figurengruppe im Mittelstück des Retabels zeigt den auferstandenen Christus mit seinem Kreuz, umgeben von einem Wolkenkranz, der von Putten mit Leidenswerkzeugen wie Geißel und Geißelsäule bevölkert wird. Unter dem Kranz sitzen die Apostel Petrus und Paulus. Die Heilig-Geist-Taube und Gottvater über dem Mittelfeld bilden mit Christus die Dreifaltigkeit, bekrönt von einem Engel im gesprengten Giebel. Hinter diesem ist in der Stichkappe eine Rollwerkkartusche mit einer auf Maria bezogenen Inschrift: Clipeus / sperantibus / in se. / Prov.30.5 (Ein Schild für jene, die auf sie hoffen. Spr 30,5). In den Nischen neben dem Mittelfeld steht links die Figur des Apostels Johannes, rechts die der heiligen Katharina von Alexandrien. Zwei kleinere barocke Statuen, die 1955 gekauft wurden und St. Antonius und St. Franziskus darstellen, sind neben den beiden anderen ganz außen aufgestellt.
Auf dem Altarunterbau von 1955 wird der Tabernakel, der aus der Jesuitenkirche in Mindelheim stammt, von zwei Statuen flankiert, die noch vom Rokokoaltar erhalten geblieben sind. Sie haben zwar keine Attribute, sollen aber den heiligen Augustinus (links) und die heilige Teresa von Ávila (rechts) darstellen.
Vor dem Altar befindet sich eine Kommunionbank von 1720. Zwischen ihr und dem Chorgestühl auf der linken Seite ist an der Wand ein Epitaph für Pfarrer Johann Michael Mayr angebracht.

#### Chorgestühl
Das Chorgestühl wurde zwischen 1713 und 1720 von Hans Jakob Geiger und Andreas Hieberle für die Stadtpfarrkirche St. Stephan in Mindelheim gefertigt. Als St. Stephan 1862 eine neuromanische Ausstattung erhielt, kam das barocke Chorgestühl nach Mussenhausen. An der Nord- und Südseite des Chores besteht das einreihige Gestühl aus je neun Stallen, die auf beiden Seiten von je einer Tür unterbrochen werden. An den Dorsalen sind je neun Ölbilder auf Holz aus der Passion Christi angebracht. In der Sockelzone befindet sich unter jedem Bild in geschnitztem Akanthusrahmen ein auf das jeweilige Motiv abgestimmtes rötelfarbiges Emblem. Zwei weitere Emblemata sind als Supraporten über den beiden Türen. Als Maler wird Franz Anton Germiller genannt. Möglicherweise stammen nur die Emblemata von ihm, während die Passionsbilder aus dem 17. Jahrhundert sein könnten und ihre ursprüngliche Größe beschnitten wurde, um sie dem Gestühl anzupassen.
Als Vorlagen für die Emblemata dienten dem Maler Bilder aus zwei Büchern: 14 Motive stammen aus dem Buch Mundus Symbolicus von Filippo Picinelli und Augustinus Erath, die restlichen 6 aus dem Gnaden-Gebäu, einer Sammlung der Emblemata aus der Kirche Mariä Himmelfahrt in Kirchhaslach. Das Lemma eines jeden Emblems ließ der Maler weg, es wird in der folgenden Aufstellung ergänzt.

##### Nordseite (Von West nach Ost)
- 1. Christus am Ölberg

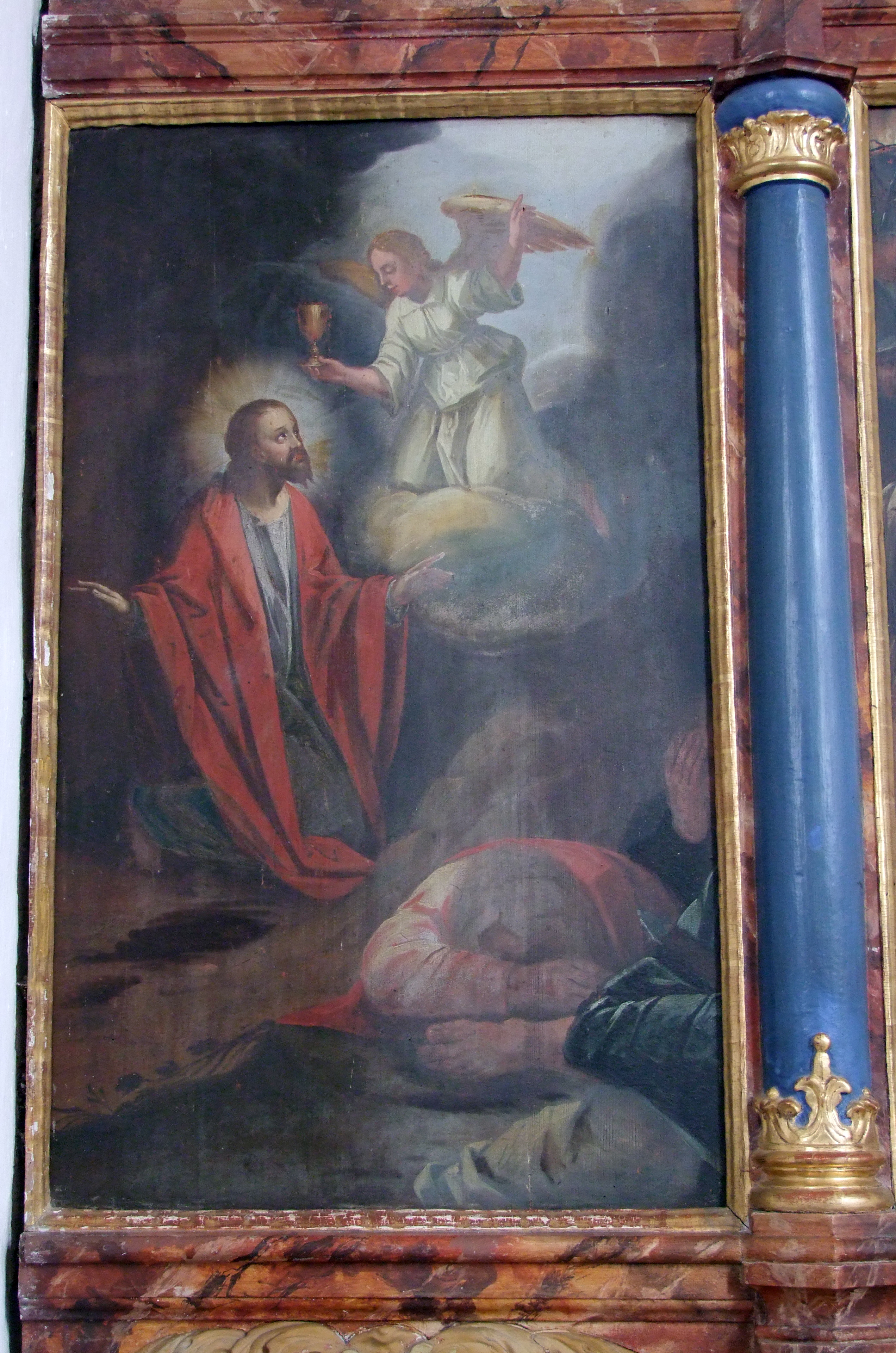
Christus am Ölberg

- Eine Hand aus einer Wolke schlägt mit Keule siebenköpfigem Drachen Köpfe ab – MIHI NON HAEC MONSTRA NOCEBUNT (Mir werden diese Ungeheuer nicht schaden) – GG Nr. 56

- 2. Gefangennahme Christi
- Schiff mit geblähten Segeln auf hoher See – VIS NON VISA MOVET (Eine unsichtbare Kraft treibt an) – Pic. lib. XX, cap. VI, Nr. 116

- 3. Supraporte: Angler mit gefangenem Fisch am Flussufer – TENET, ATQUE TENETUR (Er hält fest und wird gehalten) – Pic. lib. VI, cap. II, Nr. 19

- 4. Christus vor Kajaphas
- Arche Noah mit Taube – NUNCIA PACIS (Botin des Friedens) – GG Nr. 32

- 5. Verspottung
- Sterbender Basilisk vor einem Spiegel – IPSE PERIBIT (Er wird selbst zugrunde gehen) – Pic. lib. VII, cap. III, Nr. 22

- 6. Christus vor Pilatus
- Siebenarmiger Leuchter – NON EXTINQUETUR IN NOCTE LUCERNA EIUS (Sein Licht wird nicht ausgelöscht in der Nacht) – GG Nr. 65

- 7. Geißelung
- Ein Kürbis treibt auf dem Meer – ABLUOR, NON OBRUOR (Ich werde abgewaschen, nicht versenkt) – Pic. lib. X, cap. XIII, Nr. 46

- 8. Dornenkrönung
- Rose unter Dornen – SIC AMICA MEA INTER FILIAS (So ist meine Freundin unter den Töchtern) – GG Nr. 4

- 9. Ecce homo
- Spiegel vor Landschaft – OMNIBUS OMNIA (Allen alles) – Pic. lib. XV, cap. XXIII, Nr. 176

- 10. Händewaschung des Pilatus
- Schmetterling fliegt in Kerzenflamme – UT POTIAR, PATIOR (Um zu erobern, leide ich) – Pic. lib. VIII, cap. XVII, Nr. 263

##### Südseite (Von Ost nach West)
- 1. Kreuztragung Christi

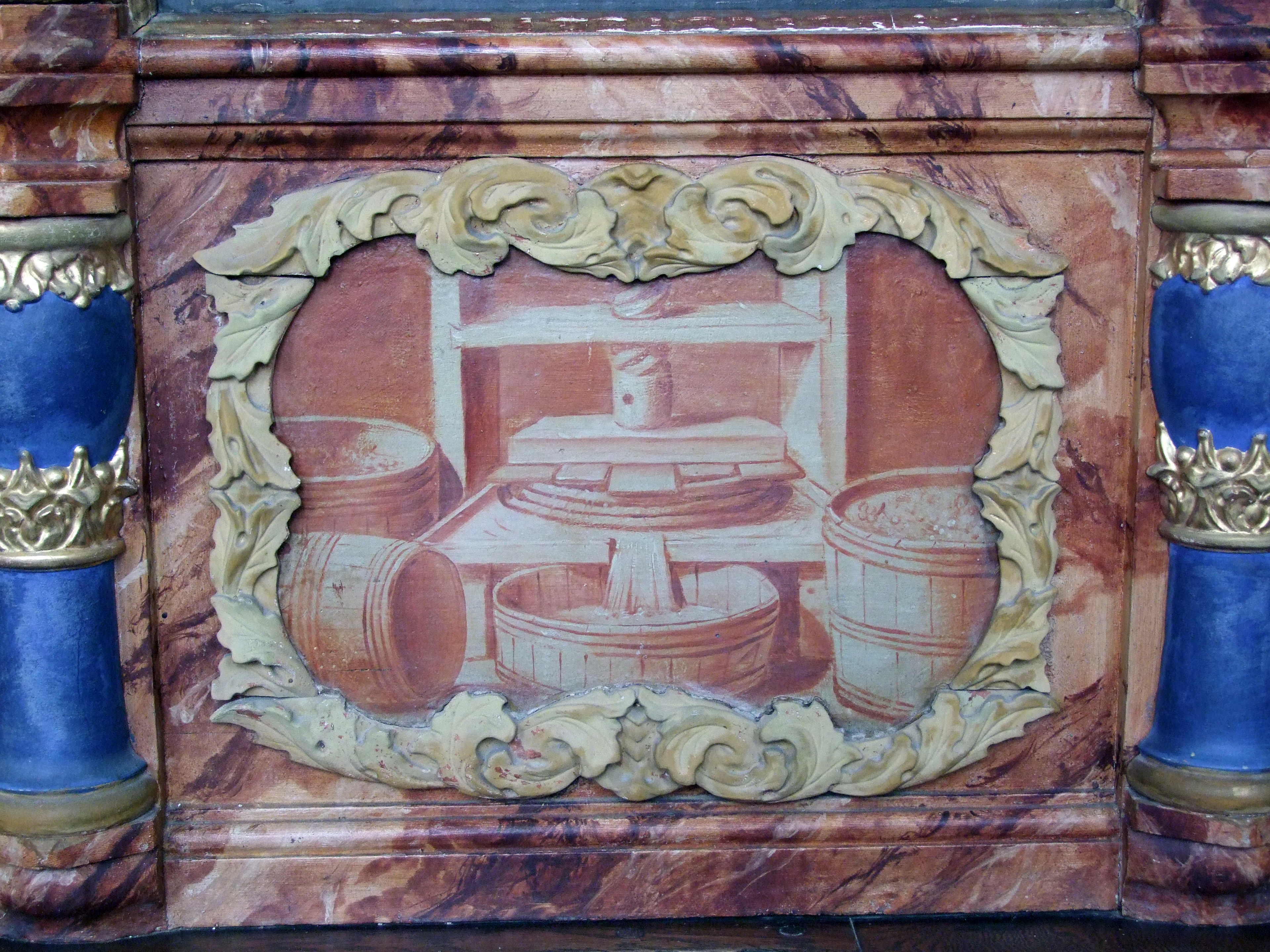
Emblem: Kelter

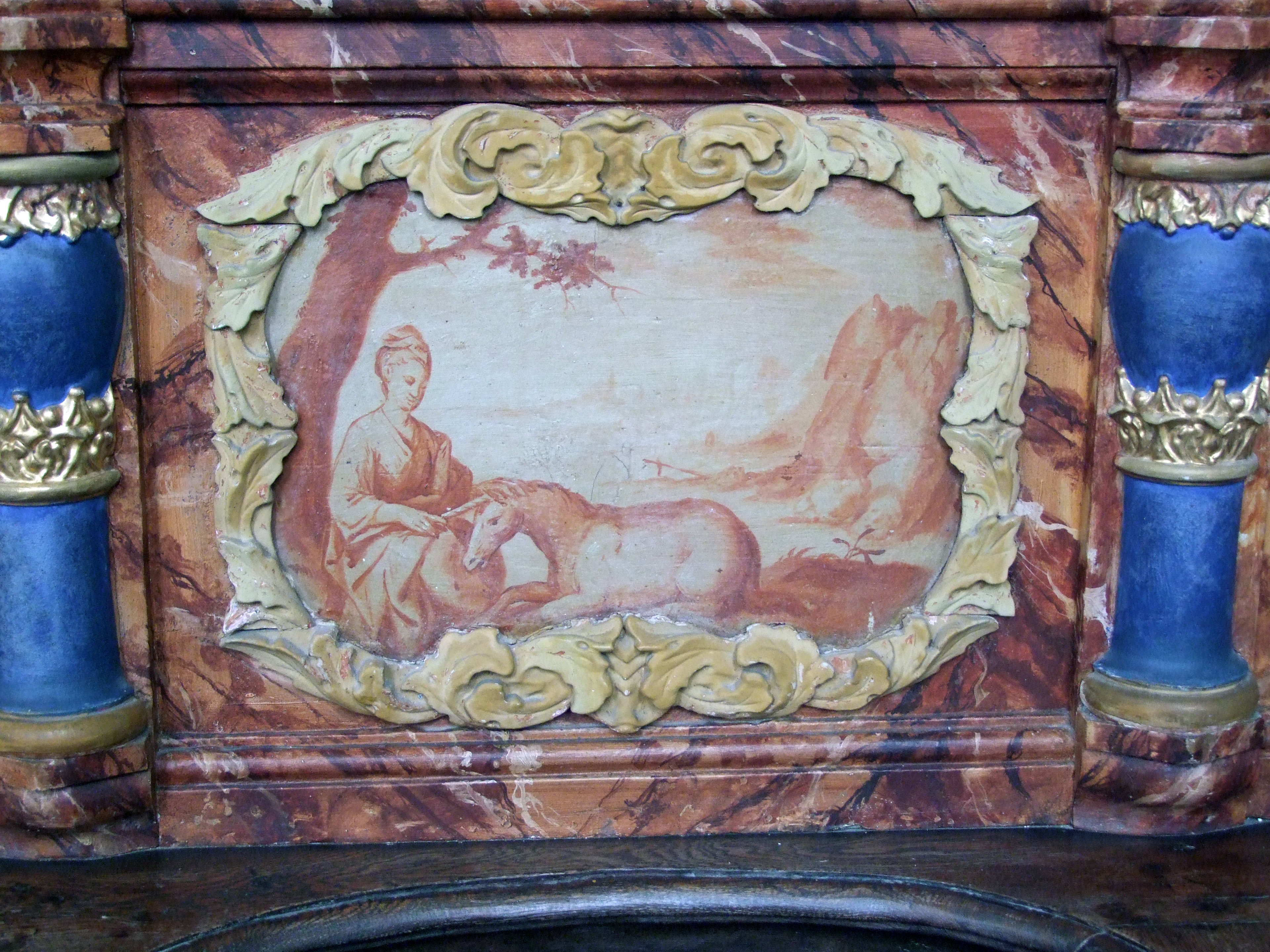
Emblem: Jungfrau mit Einhorn

- Eine Hand aus einer Wolke hält einen Ring über einer Landschaft – LUCET, ET ORNAT (Er strahlt und schmückt) – Pic. lib. XII, cap. XIX, Nr. 123

- 2. Entkleidung Christi
- Säcke mit Geld auf einem Tisch – OMNIA DONAT (Er schenkt alles) – Pic. lib. XIII, cap. VII, Nr. 73

- 3. Annagelung Christi am Kreuz
- Kelter – AB INVITIS EXTORQUET (Sie presst etwas aus von Unwilligen) – Pic. lib. XVII, cap. XXXIV, Nr. 185

- 4. Kreuzaufrichtung
- Brennender Dornbusch – FLAGRAT, NON CONFLAGRAT (Er brennt, aber er verbrennt nicht) – Pic. lib. IX, cap. XXXIV, Nr. 438

- 5. Christi Tod am Kreuz (Lanzenstich)
- Weinstöcke und Getreidefeld – ESURIENTEM SATIAVIT BONIS (Den Hungernden hat er mit Gaben gesättigt) – GG Nr. 24

- 6. Kreuzabnahme
- Eine Hand aus einer Wolke schreibt auf einem Tisch einen Brief – PROMIT INTIMA CORDIS (Sie bringt das Innerste des Herzens hervor) – Pic. lib. XIX, cap. IV, Nr. 11

- 7. Grablegung
- Jungfrau mit Einhorn – VIRGINEO MANSUESCIT AMORE (Sie zähmt durch jungfräuliche Liebe) – Pic. lib. V, cap. XXXIV, Nr. 560

- 8. Christus in der Unterwelt
- Jakobsleiter – SCALA COELI (Leiter zum Himmel) – GG Nr. 29

- 9. Supraporte: Landschaft mit Sonne, über der der Löwe des Tierkreises steht – GEMINAT INCENDIA (Sie verdoppelt ihre Glut) – Pic. lib. I, cap. VI, Nr. 193

- 10. Auferstehung Christi
- Burg auf Berggipfel mit einem Wanderer am Fuß des Berges – AD SUMMA PER IMA (Über den tiefsten Ort zum höchsten) – Pic. lib. II, cap. XXXI, Nr. 586

### Langhaus

#### Fresken

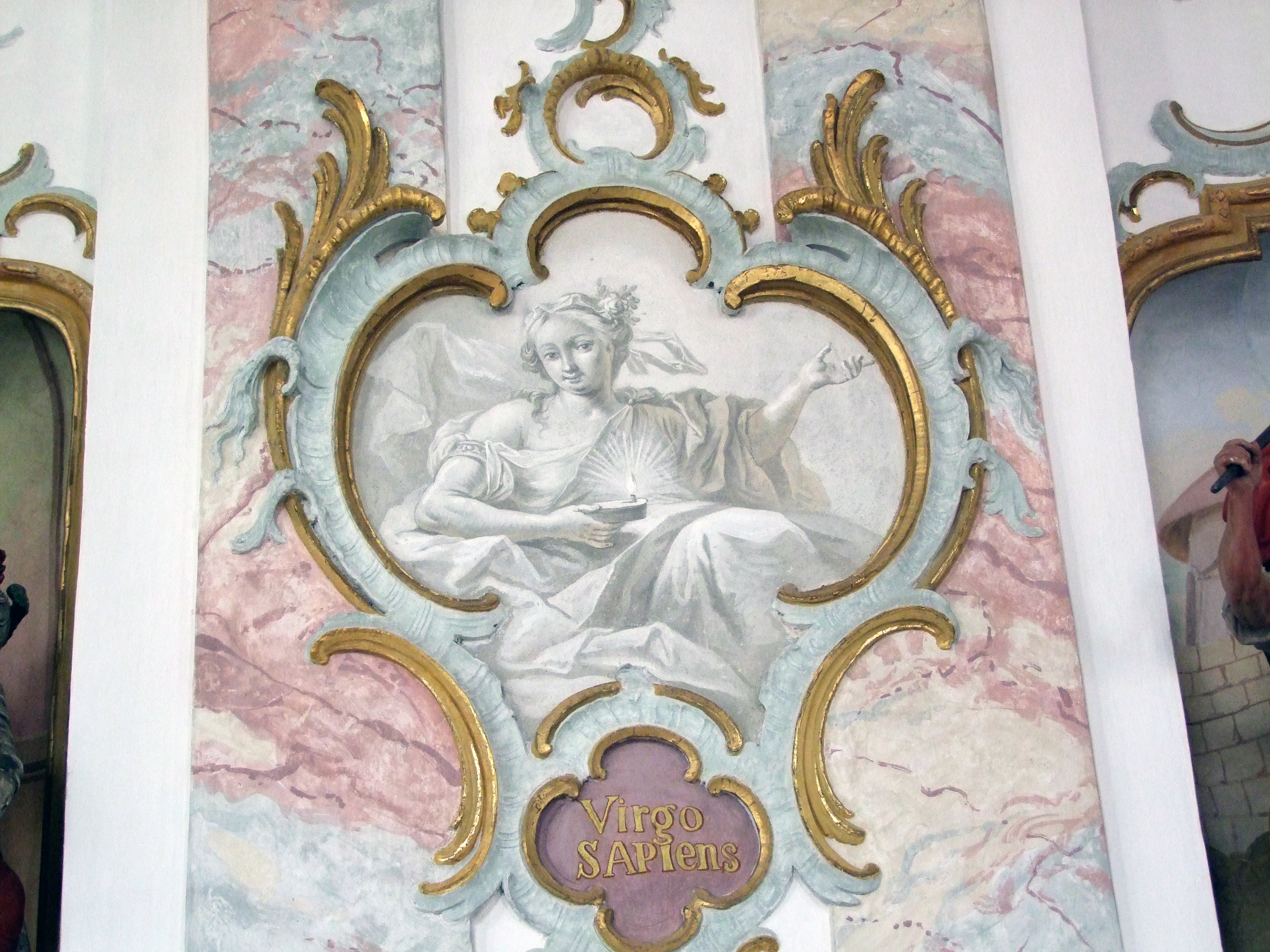
Kluge Jungfrau

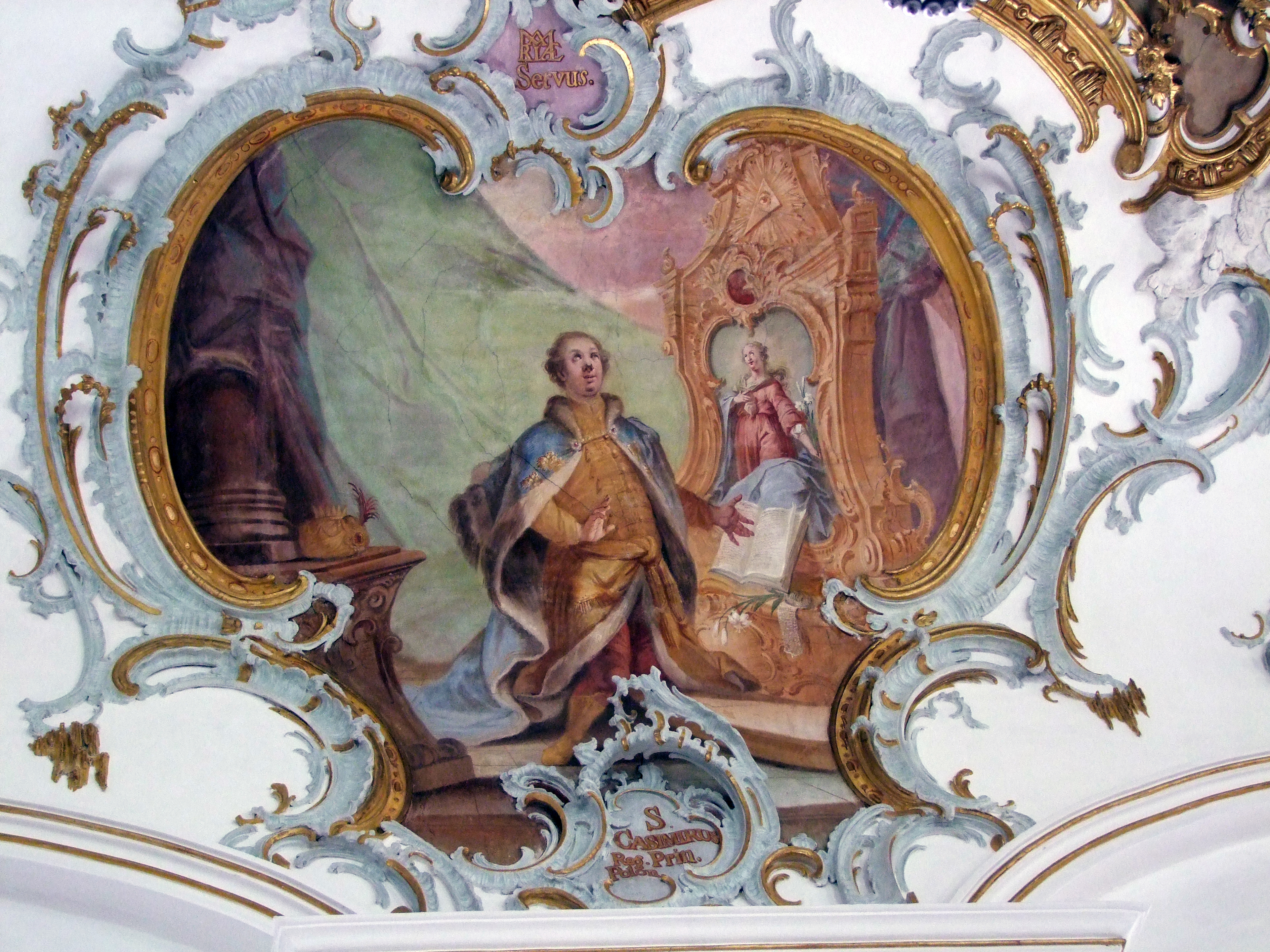
Heiliger Kasimir

Das Langhaus stattete Enderle 1763 aus. Hier malte er ein großes Deckenfresko, das von kleineren Fresken in der Deckenwölbung umgeben ist. Alle Fresken sind in Rokoko-Stuckrahmen gefasst. Das große Fresko zeigt die Aufnahme Mariens in den Himmel und ihre Krönung und erstreckt sich fast über die komplette Decke. Lediglich der Platz für die seitlichen Kartuschen wird nicht von dem Fresko ausgefüllt. Die seitlichen Fresken zeigen zwölf heiliggesprochene Fürsten, Könige und Kaiser, die den Hofstaat Mariens bilden. Unter ihnen sind drei Könige aus dem Neuen Testament, drei Könige aus dem Alten Testament sowie sechs Herrscher aus dem christlichen Abendland. Am Chorbogen sind die Heiligen Drei Könige zu sehen: Kaspar, als Schatzmeister Mariens, ist zentral dargestellt und wird von Melchior als Kurier und Balthasar als Kämmerer flankiert. Im Westen über der Orgel ist in der Mitte König David als Kanzler abgebildet, begleitet von Josias als Registrator und Ezechias als Sekretär Mariens. Über den seitlichen Pilastern sind sechs Herrscher des Mittelalters gemalt: König Ludwig von Frankreich, Markgraf Leopold von Österreich, König Stephan von Ungarn, König Ferdinand von Kastilien, Kaiser Heinrich II. und der polnische Fürst Kasimir, alle als Diener Mariens bezeichnet.
König Kaspar ist von vier Putten mit Spruchbändern umgeben, auf denen Wörter stehen, die ein Chronogramm mit der Jahreszahl 1763 bilden: eCCe / gLorIa / DeIparae / In MVssenhaVsen (Siehe, der Ruhm der Gottesgebärerin in Mussenhausen). Im unteren Teil wird Kaspars Fresko von zwei Kartuschen flankiert, die Sonne und Mond als Mariensymbole zeigen: amicta Sole und Luna sub pedibus eius (mit der Sonne umkleidet, der Mond war unter ihren Füßen) (Offb 12,1).
An den Wandpilastern sind die fünf klugen Jungfrauen mit brennenden Öllampen in Grisaillemalerei dargestellt. In Kartuschen unter den Bildern stellen Inschriften einen Bezug zu Maria her, indem sie auf Anrufungen Mariens als Jungfrau in der Lauretanischen Litanei anspielen: virgo pia (gütige Jungfrau) und virgo fidelis (getreue Jungfrau) an der Nordseite, virgo sapiens (weise Jungfrau), virgo veneranda (ehrwürdige Jungfrau) und virgo potens (mächtige Jungfrau) an der Südseite.
An der Emporenbrüstung sind die Porträts von fünf Priestern angebracht, die die Wallfahrt gefördert und sich um die Kirche verdient gemacht haben. In der Mitte ist das Bild des Pfarrers Johann Michael Mayr, der die Stuckierung und Ausmalung der Kirche organisierte, durch sein Querformat, seine Größe und Farbigkeit besonders hervorgehoben. Wie schon einige Herrscher im Hofstaat Mariens wird auch er in einer Stuckkartusche als Diener Mariens bezeichnet. Als einziger Priester wird er nicht namentlich genannt, sondern ist nur durch das Jahr seines Amtsantritts (1742) identifizierbar. Links von ihm ist Pfarrer Martin Baur zu sehen, der das Langhaus errichten ließ, rechts von ihm Pfarrer Simon Petrus Reßle, der Erbauer des Wallfahrtspriesterhauses. Jeder Priester hält eine brennende Kerze in seiner Hand.
Zwischen den Porträts sind zwei breitformatige Gemälde platziert. Rechts ist der Tod Mariens dargestellt, links der Trauerzug mit ihrem Leichnam. In Kartuschen unter den Bildern sind Ausschnitte aus Mt 9,24 wiedergegeben: Non Est Mortua (Sie ist nicht gestorben) (rechts) und Sed Dormit (Sie schläft nur) (links). Es sind Worte, die Jesus in der Geschichte von der Auferweckung der Tochter des Synagogenvorstehers Jaïrus zu den anwesenden Trauernden spricht, und die hier auf Maria bezogen werden.

#### Seitenaltäre
Die zwei Seitenaltäre von 1675 stehen an beiden Seiten des Chorbogens, wurden 1912 überarbeitet und 1954 neu gefasst, wobei man sich an der ursprünglichen Farbgebung orientierte. Am linken Altar ist in einem goldenen Strahlenkranz das Gnadenbild angebracht, die Muttergottes mit dem Skapulier, das von Albrecht Schropp 1649 angefertigt wurde. Ursprünglich hatte es seinen Platz am Hochaltar, wurde aber 1870 bei der Entfernung des Rokokoaltars hierher übertragen. Im Auszug zeigt ein geschnitztes Relief Gottvater. Am rechten Altar ist ein Gemälde von Joseph Mages von 1753, das die Verleihung des Portiunkula-Ablasses an Franz von Assisi zum Inhalt hat, und im Auszug ein Relief des Harfe spielenden Königs David.

#### Tugenden Mariens
Zwölf Putten verkörpern mit ihren Attributen und mit Ausschnitten aus Bibelversen die Tugenden Mariens. Die verkürzten Verse haben keinen inhaltlichen Bezug zu Maria, sondern wurden ausgewählt, weil in ihnen der lateinische Begriff vorkommt, der auf die jeweilige Tugend hinweist. Bemerkenswert ist, dass die Putten flügellos dargestellt sind. Über jeder Putte ist ein goldener Stern, ein Hinweis auf die Frau aus der Offenbarung des Johannes (Offb 12,1 ), die einen Kranz von zwölf Sternen auf ihrem Haupt trug und mit Maria identifiziert wird. Alle Putten haben pflanzliche Attribute: als Zweige in ihren Händen und als Kränze auf ihren Köpfen.

##### Nordseite
| Inschrift            | Tugend                        | Attribut      |
| -------------------- | ----------------------------- | ------------- |
| Dux Virginitatis     | Virginitas – Jungfräulichkeit | Lilien        |
| Pax nostra           | Pax – Friede                  | Ölzweige      |
| Spes orbis           | Spes – Hoffnung               | Tulpenknospen |
| Omnium bonorum Mater | Bonitas – Güte                | Äpfel         |
| Dives in humilitate  | Humilitas – Demut             | Veilchen      |
| Patientia Sanctorum  | Patientia – Geduld            | Dornenzweige  |

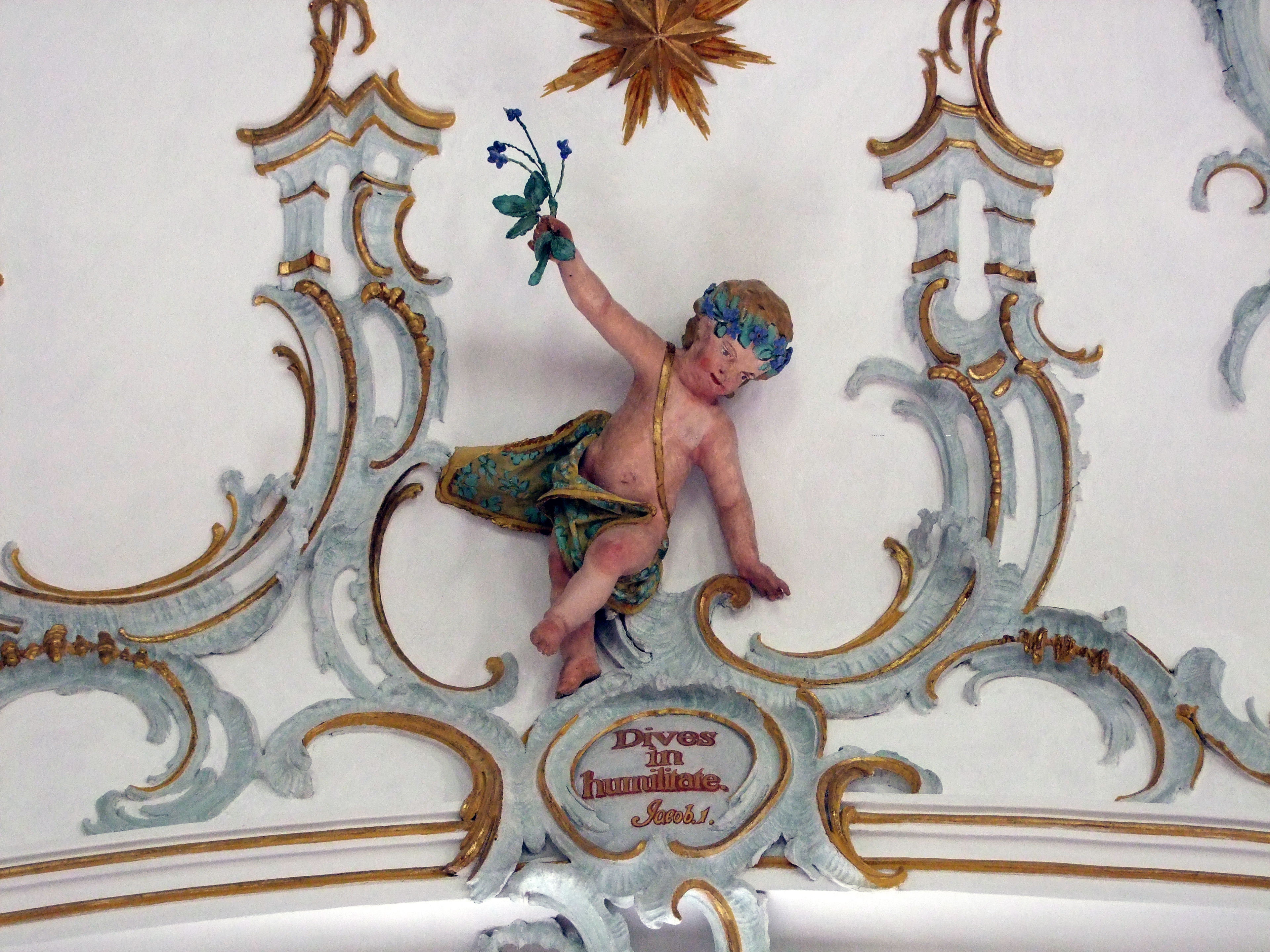
Stuckierter Putto als Allegorie der Demut

Dux Virginitatis (Jer 3,4): [Mein Vater,] der Freund meiner Jugend [bist Du].
Pax nostra (Eph 2,14): [Denn er (Christus) ist] unser Friede.
Spes orbis (Weish 14,6): [So hat auch in der Urzeit beim Untergang der übermütigen Riesen] die Hoffnung der Welt [sich auf ein Floß geflüchtet].
Omnium bonorum Mater (Weish 7,11-12): [Zugleich mit ihr kam] alles Gute [zu mir…] [wusste aber nicht, dass sie auch] deren Ursprung [ist].
Dives in humilitate (Jak 1,9-10): [Der Bruder, der in niederem Stand lebt, rühme sich seiner hohen Würde,] der Reiche aber seiner Niedrigkeit.
Patientia Sanctorum (Offb 13,10): [Hier muss sich] die Standhaftigkeit [und die Glaubenstreue] der Heiligen [bewähren].

##### Südseite
| Inschrift            | Tugend                       | Attribut     |
| -------------------- | ---------------------------- | ------------ |
| Tota pulchra         | Pulchritudo – Schönheit      | Anemonen     |
| Mea est Fortitudo    | Fortitudo – Stärke           | Palmzweige   |
| Perfecta Charitas    | Caritas – Liebe              | Rosen        |
| Nihil dulcius        | Dulcitudo – Süßigkeit        | Feigen       |
| Obedivit ancilla tua | Oboedientia – Gehorsam       | Sonnenblumen |
| Maria stabat         | Constantia – Standhaftigkeit | Eichenzweige |

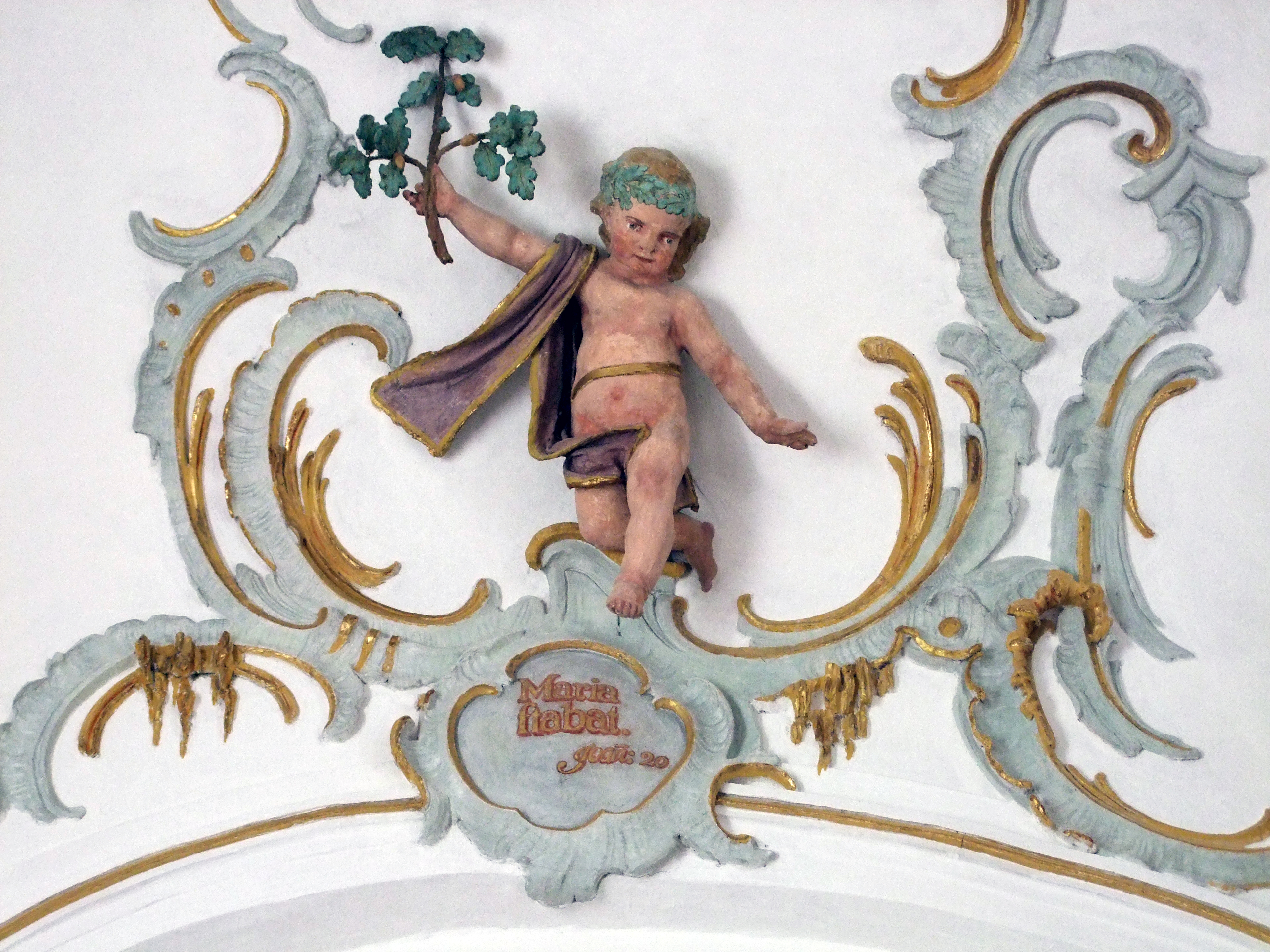
Stuckierter Putto als Allegorie der Standhaftigkeit

Tota pulchra (Hld 4,7): Alles an dir ist schön, [meine Freundin; kein Makel haftet dir an].
Mea est Fortitudo (Spr 8,14): [Ich bin verständig,] mein ist die Kraft.
Perfecta Charitas (1 Joh 4,18): [Furcht gibt es in der Liebe nicht, sondern] die vollkommene Liebe [vertreibt die Furcht].
Nihil dulcius (Sir 23,27): [Nichts ist besser als die Furcht vor dem Herrn,] nichts süßer, [als seine Gebote zu halten].
Obedivit ancilla tua (1 Sam 28,21): Deine Magd hat [auf deine Stimme] gehört.
Maria stabat (Joh 20,11): Maria (Maria Magdalena!) [aber] stand [draußen vor dem Grab und weinte].

### Weitere Ausstattungsgegenstände

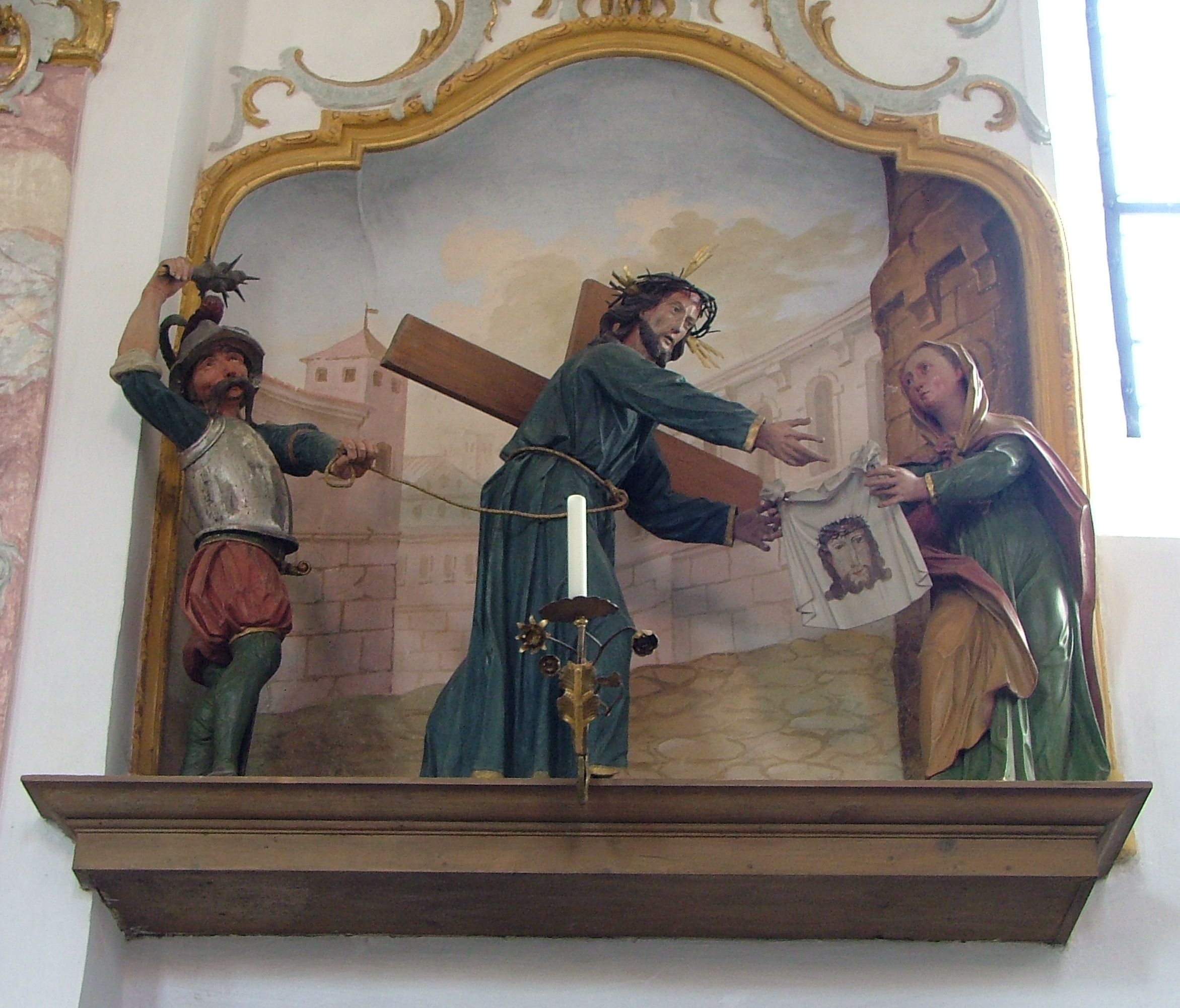
6. Kreuzwegstation: Veronika reicht Jesus das Schweißtuch

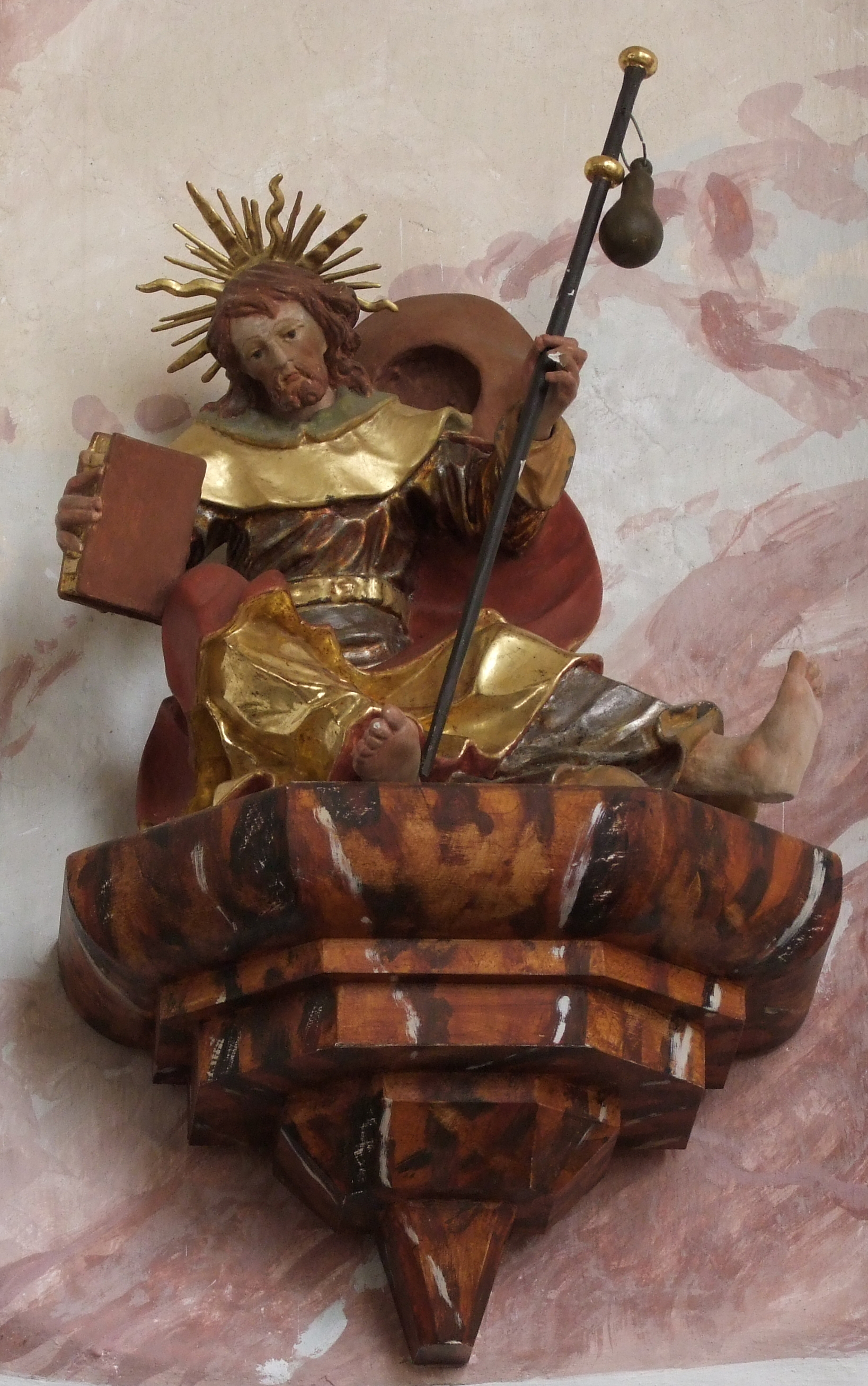
Jakobus der Ältere

Das Kirchengestühl wurde 1675/76 gefertigt und steht aus Rücksichtnahme auf die Bruderschaftsumgänge als ungeteilter Block in der Raummitte. An Nord- und Südwand befindet sich bei den Seitenaltären je eine Grabplatte eines Priesters.

#### Kanzel
Die Rokokokanzel von 1751 wurde 1954 gemäß der originalen Farbgebung in olivgrünen und rot marmorierten Tönen neu gefasst. Über einer Rundbogentür an der Rückwand kragt anstelle eines Schalldeckels ein eingerollter Schweifgiebel mit der Heilig-Geist-Taube an seiner Spitze vor. Auf ihm sind drei Ölgemälde mit den Evangelistensymbolen angebracht: links der Stier des Lukas, in der Mitte der geflügelte Mensch für Matthäus und der Adler für Johannes, rechts der Löwe des Markus.

#### Kreuzweg
Der volkstümliche Kreuzweg aus den 1760er Jahren besteht aus 14 Stationen. Vor bemalten Wandnischen verkörpern die von Josef Henkel geschnitzten freiplastischen Figuren den Leidensweg Jesu. Dabei ist Jesus immer etwas größer dargestellt als die Personen, die ihn umgeben.

#### Skulpturen
Im Chor stellen zwei sitzende Figuren den heiligen Jakobus den Älteren und den Evangelisten Johannes dar. Am Chorbogen stehen die Heiligen Sebastian (links) und Rochus (rechts). Alle vier Skulpturen sind um 1700 entstanden. Aus der Zeit um 1530 stammt die Figurengruppe der Anna selbdritt im Langhaus. Gegenüber dem Eingang hängt ein lebensgroßer Kruzifixus, der um 1760 geschnitzt wurde. Erwähnenswert sind eine Herz-Jesu-Statue und ein heiliger Josef mit dem Jesuskind auf dem Arm aus dem 18. Jahrhundert.

#### Beichtstühle
Im Langhaus stehen sieben Beichtstühle, sechs von ihnen unter den Fenstern der Nord- und Südseite, der letzte an der Westwand. Vier dieser Beichtstühle fertigte 1722 Max Schwarzwälder für die Stadtpfarrkirche Mindelheim. Sie wurden 1862 nach Mussenhausen gebracht. Zwei weitere wurden 1870 als Kopien nachgebaut und der Beichtstuhl an der Westwand 1912 angeschafft.

#### Bilder
Über dem Eingang zur Sakristei hängt ein Ölbild aus der Zeit um 1700, das Maria als Braut des Heiligen Geistes zeigt: Maria ist mit gekreuzten Händen dargestellt, über denen die Heilig-Geist-Taube schwebt. Im Langhaus hängen drei Votivbilder aus dem 18. Jahrhundert, an der Westwand ein Gemälde aus der Mitte des 18. Jahrhunderts mit Männern und Frauen zu Füßen Mariens, die Rosenkränze in ihren Händen halten.

## Orgel

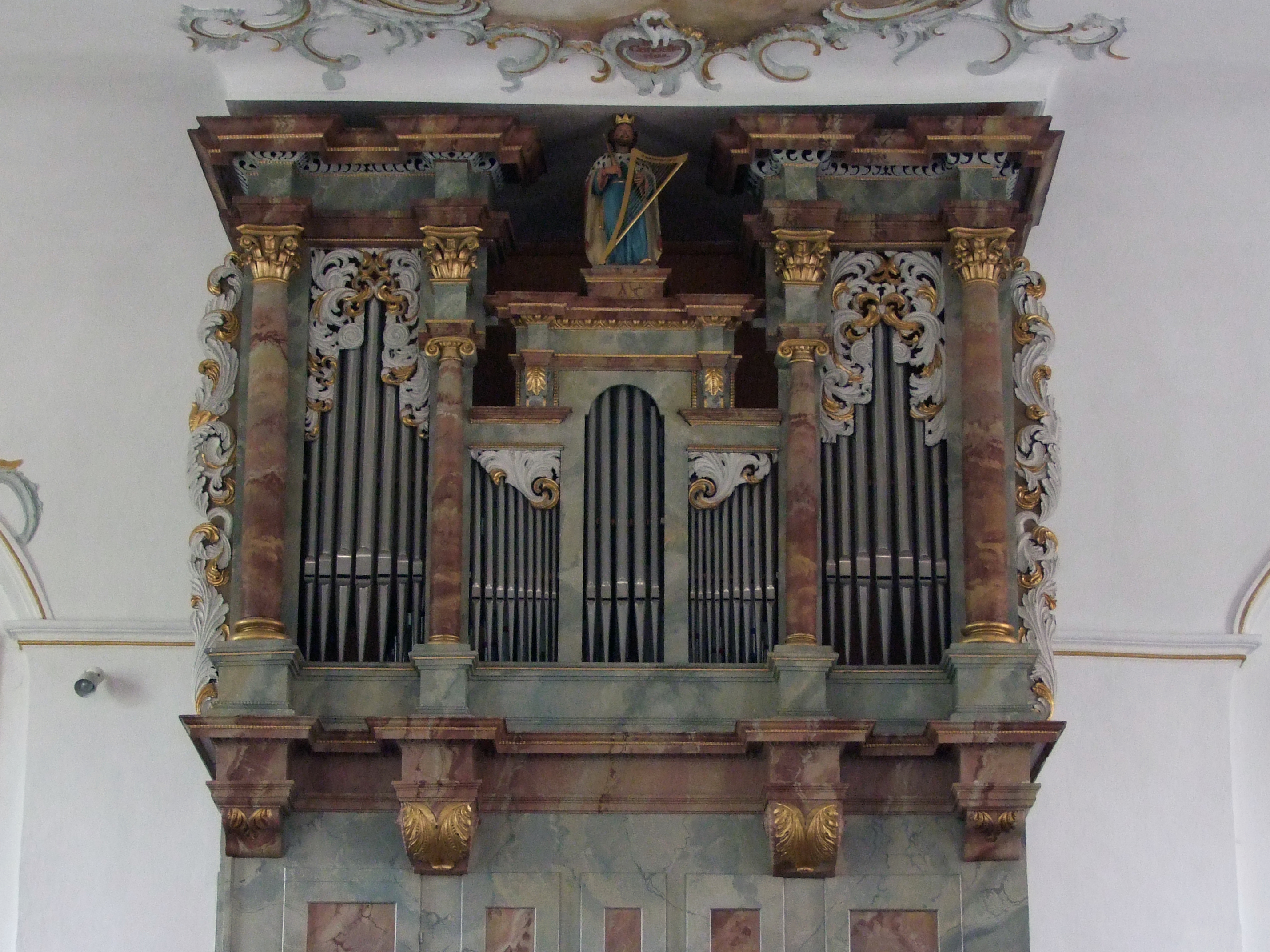
Die neue Orgel im historischen Gehäuse

Das 1680 möglicherweise durch Jakob David Weidner aus Augsburg errichtete Gehäuse beherbergt ein 1965 von der Werkstatt Johannes Karl in Aichstetten geschaffenes Instrument mit 23 Registern auf zwei Manualen und Pedal. Oben in der Mitte des Gehäuses steht eine Figur des Königs David aus dem späten 19. Jahrhundert.
Die Disposition des Instruments lautet wie folgt:
| I Hauptwerk C–g3 |              |        |
| 1.               | Bourdon      | 16′    |
| 2.               | Prinzipal    | 08′    |
| 3.               | Weidenpfeife | 08′    |
| 4.               | Oktave       | 04′    |
| 5.               | Flöte        | 04′    |
| 6                | Nasat        | 02 ⁄3′ |
| 7.               | Oktave       | 02′    |
| 8.               | Mixtur       | 01 ⁄3′ |

| II Oberwerk C–g3 |               |        |
| 09.              | Holzgedeckt 0 | 8′     |
| 10.              | Quintatön     | 8′     |
| 11.              | Prinzipal     | 4′     |
| 12.              | Rohrflöte     | 4′     |
| 13.              | Blockflöte    | 2′     |
| 14.              | Terz          | 1 3⁄5′ |
| 15.              | Quinte        | 1 ⁄3′  |
| 16.              | Cymbel IV     | 1′     |
| 17.              | Krummhorn     | 8′     |
|                  | Tremulant     |        |

| Pedal C–f1 |                 |     |
| 18.        | Subbass         | 16′ |
| 19.        | Zartbass        | 16′ |
| 20.        | Oktavbass       | 08′ |
| 21.        | Koppelflöte     | 08′ |
| 23.        | Choralbass      | 04′ |
| 24.        | Hintersatz IV 0 | 02′ |

- Koppeln: II/I, I/P, II/P
- Spielhilfen: 1 freie Kombination, Crescendowalze.

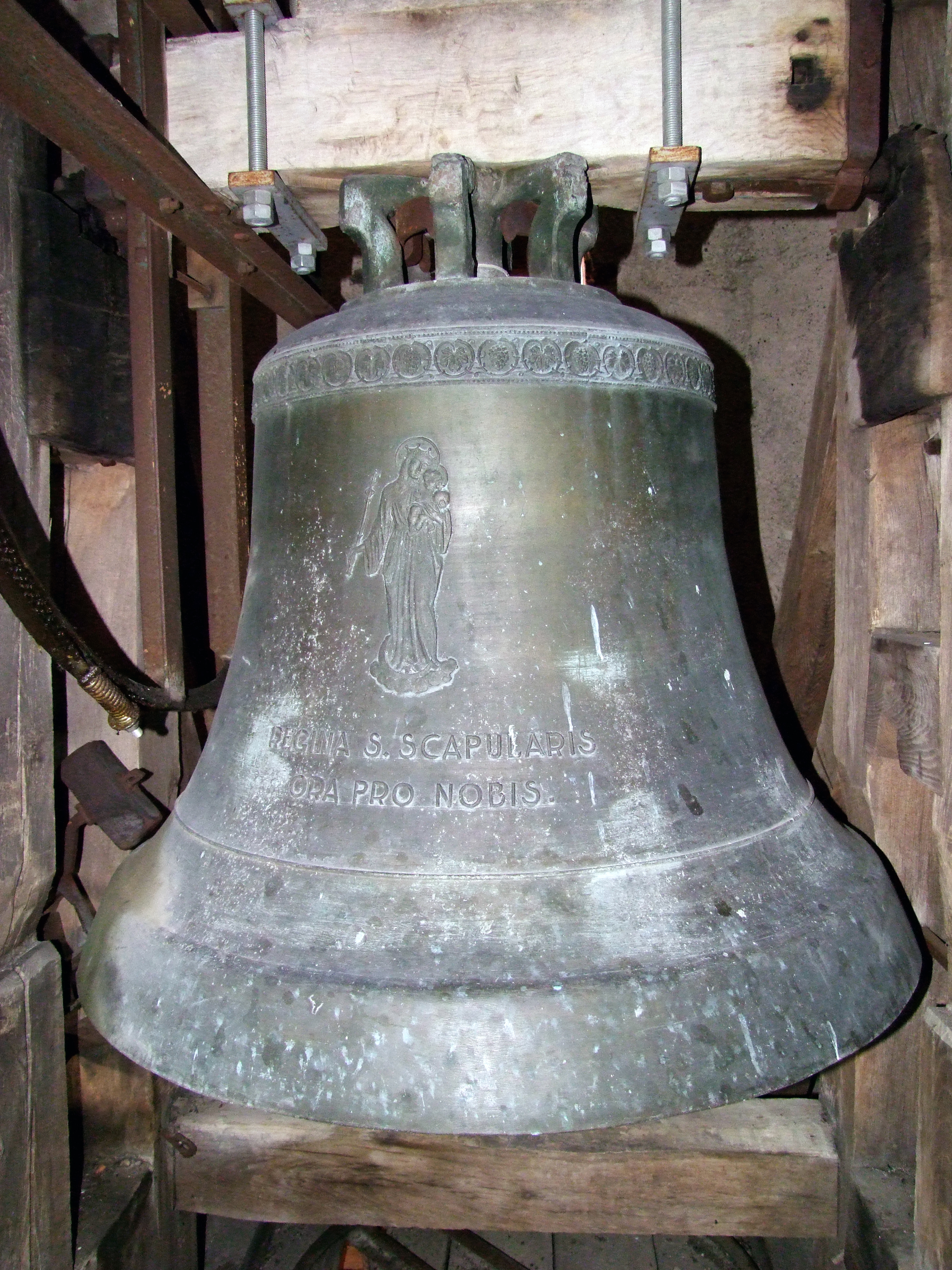
Marienglocke

## Glocken
Die älteste Glocke hatte Paul Kopp 1683 in München gegossen. Eine Glocke von 1722 stammte aus der Werkstatt Johann B. Langenegger & Anton Benedikt Ernst aus München und eine weitere aus dem Jahr 1801 von J. G. Ernst aus Memmingen. Diese ursprünglichen Glocken mussten während des Ersten Weltkrieges als Metallspende des deutschen Volkes abgegeben werden. Die nach dem Krieg neu angeschafften Glocken mussten während des Zweiten Weltkrieges am 20. Januar 1942 ebenfalls für Rüstungszwecke abgeliefert werden. Nur eine Glocke (2) von 1924 blieb erhalten. Am 19. Juli 1949 lieferte die Erdinger Glockengießerei von Karl Czudnochowsky drei neue Euphonglocken. Von den Erdinger Glocken ist eine Maria vom Berg Karmel gewidmet, eine dem Erzengel Michael und dem heiligen Martin und die dritte dem Apostel Philippus und dem heiligen Albert.
| Glocke | Name               | Gewicht | Schlagton | Inschrift                                                                          |
| ------ | ------------------ | ------- | --------- | ---------------------------------------------------------------------------------- |
| 1      | Maria              | 710 kg  | f1        | REGINA S. SCAPULARIS ORA PRO NOBIS (Königin des heiligen Skapuliers bitte für uns) |
| 2      |                    | 407 kg  | a1        | ANNO D 1924                                                                        |
| 3      | Michael und Martin | 200 kg  | c2        | S. MICHAELE ET S. MARTINE ORATE PRO NOBIS                                          |
| 4      | Philipp und Albert | 150 kg  | d2        | S. PHILIPPE ET S. ALBERTE ORATE PRO NOBIS                                          |